# Прогресивни порез
Прогресивни порез је порез у коме се пореска стопа повећава са повећањем опорезивог износа. Термин прогресивни се односи на начин на који пореска стопа напредује од ниске ка високој, са резултатом да је просечна пореска стопа пореског обвезника мања од граничне пореске стопе појединца. Термин се може применити на појединачне порезе или на порески систем у целини. Прогресивни порези се намећу у покушају да се смањи пореска инциденца људи са нижом платежном способношћу, јер такви порези све више пребацују на оне са већом способношћу плаћања. Супротност прогресивном порезу представља регресивни порез, као што је порез на промет, где сиромашни плаћају већи део свог прихода у односу на богате.
Термин се често примењује у односу на порезе на доходак физичких лица, у којима људи са нижим приходима плаћају нижи проценат тог прихода у порезу од оних са вишим приходима. Такође се може применити на прилагођавања пореске основице коришћењем пореских олакшица, пореских кредита или селективног опорезивања које ствара ефекте прогресивне дистрибуције. На пример, порез на богатство или имовину, порез на промет луксузне робе или пореске олакшице на промет основних потрепштина може се описати као да има прогресивне ефекте јер повећава пореско оптерећење породица са вишим приходима и смањује га породицама са нижим приходима.